# طرق دراسة التلمود

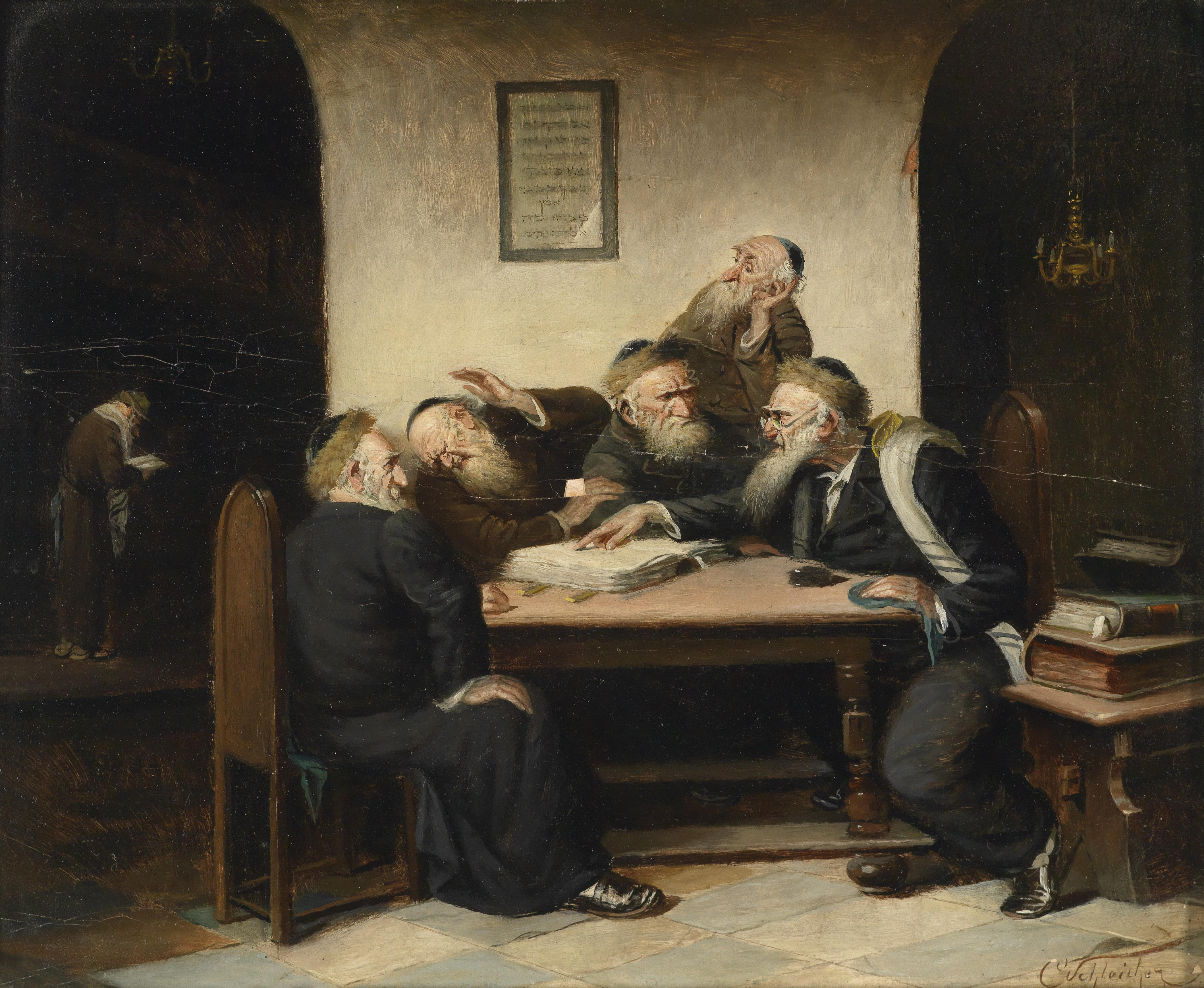
"كوشيا في التلمود"، لوحة لكارل شلايشر، حوالي عام 1870.

يعد التلمود البابلي أكثر نصوص التوراة الشفهية دراسة منذ كتابته حتى اليوم. أدى تكرار دراسة التلمود وتوزيع الطلاب في مختلف البلدان وتنوع الطلاب إلى تطوير أساليب مختلفة لدراسته وتفسيره والعديد من الأساليب التعليمية.
وتختلف أساليب الدراسة  فيما بينها في الأسلوب وفي عدة أسئلة أساسية: حفظ النص كما هو مقابل حرية المتعلم في إضافة وتجديد ابتكاراته الخاصة؛ التركيز على لغة النص وقواعده مقابل التفسير الحر بحسب روح النص؛ الصعوبات من النشأة إلى النشأة مقابل الأسئلة ذات الفهم الأكثر جوهرية؛ طرق مختلفة لتمييز وتقسيم الحالات المتشابهة والمزيد.
وقد صممت هذه أساليب الدراسة وفقا لطبيعة دراسات العلماء الذين طوروا اتجاههم بناء على ميول شخصية أو أسباب اجتماعية. منذ أن درس الطلاب حتى العصر الحديث مع الحاخامات في منطقة إقامتهم، تعتمد العديد من طرق الدراسة على الموقع الجغرافي. اليوم أصبحت الحدود بين الأساليب أكثر وضوحًا ويجمع المتعلمون بين الأساليب. ويرجع ذلك إلى أن الحد الجغرافي اليوم يكاد يكون معدومًا، وأن معظم طلاب الحكماء قريبون من بعضهم البعض ويتأثرون ببعضهم البعض.
وفي النصف الثاني من القرن العشرين ، تم تطوير المناهج التي تتناول دراسة التلمود وبطرق جديدة تعتمد على المبادئ التفسيرية والأكاديمية، ومن أبرزها المنهج الطبقي .

## طرق الدراسة الرئيسية حسب مدارس المدراش
وفي رأي الحاخام يتسحاق إسحاق هاليفي  والحاخام بنيامين مناشيه ليفين  ، فإن الأسباب تاريخية بالأساس. وكان لأهل مزراح إمكانية الوصول إلى مراكز التوراة في بابل، فكانوا يوجهون إليهم كل أسئلتهم، ولم يحتاجوا إلى أن يجهدوا أنفسهم في دراسة التلمود لتوضيح الشرائع والمسائل التي سبقتهم. وفي المقابل، كان الإيطاليون ومن خلفهم الأشكناز والفرنسيين، بعيدين عن مراكز التوراة، ولذلك كان عليهم أن يدرسوا التلمود ويستخرجوا منه القوانين العملية بأنفسهم. وهكذا تطور في الأشكناز وفرنسا أسلوب الدراسة الذي يعمق التلمود، وفي بلاد الشرق تطور تقليد الدراسة الذي يركز بشكل أساسي على حفظ أحكام الهالاخاه.
كان المحتوى الذي وقف أمام أعين أصحاب التوساف واسعًا: فقد تناولوا بالإضافة إلى التلمود كل تفسير وتركيب جاء بعد توقيع التلمود، فكانت دراستهم شاملة ومتعددة الأبعاد. لقد قارنوا القضايا في التلمود البابلي وتلمود القدس ، وقارنوا بين الإبداعات والإضافات والمدراش . كما قام أصحاب الإضافات بفحص الصيغ وتحديد الصيغة الصحيحة.

### في اسبانيا وشمال افريقيا 1000–1200
منذ نهاية عصر العباقرة البابليين ، ظهرت الاختلافات بين طرق التعلم لدى حكماء المشرق والبابليين والشمال إفريقيين الذين تأثروا بهم، وبين الحكماء الفرنسيين والأشكناز الأوائل. وبعض هذه الاختلافات لا تزال قائمة حتى يومنا هذا. لقد سعى حكماء الشرق بشكل رئيسي للوصول إلى النتيجة، أي حكم الهالاخا ، بينما كان حكماء فرنسا والأشكناز، مثل الحاخام غيرشوم من ماجنازا وتلاميذه، مهتمين بشكل أساسي بتفسير التلمود البابلي .
تم تجميع هذا المشروع الهائل لتفسير التلمود من قبل الحكمة العظيمة والتوراة والقادة العامين في إسبانيا، الذين قاموا بتدريس التوراة في مدرسة دينية كبيرة للعديد من الطلاب. وفي إطار مشروع التفسير هذا، تم تمهيد طرق جديدة في تفسير التلمود واستخلاص النتائج للهلاشا.
أسس حكماء المزراح العديد من المدارس الدينية، مثل المدرسة الدينية بقيادة الريف والحاخام يتسحاق بن غياث ، ووفقًا لتعليمات الأموريين الذين يمتلكون التلمود أن "أسوكي ساماتا عليبا دهيلختا" كانت دراسة التلمود موجهة بشكل أساسي لحكم الهالاخا، وكما يتجلى في تكوين الريف الذي لا يتضمن إلا القوانين العملية من التلمود كله  .
كان تأثير سلاح الجو الملكي البريطاني بشكل أساسي على مجتمعات شمال إفريقيا الأخرى، حيث كان الكتاب الأكثر دراسة هو "هالشوت سلاح الجو الملكي البريطاني". وفي إسبانيا المسلمة، كان لا يزال هناك تقليد تعليمي غني، يعتمد على تعاليم عباقرة بابل، حتى قبل أن يتعرضوا لكتاب الحاخام، وحاخاماتهم الحاخام إسحق بن غياث ، وشموئيل الوالي ، والحاخام باروخ بن. جمع يتسحاق بن ألباليا وآخرون بين دراسة التلمود وحكم هالاخا العباقرة، عندما يتم تعلم التلمود بشكل مباشر لهذا الغرض، وليس بشكل غير مباشر من قوانين RIF؛ لكن فيما بعد، خلال العصر المسيحي ، حلت قوانين الصدع محل التلمود في إسبانيا أيضًا  ، وهكذا فإن معظم المؤلفات التلمودية المجمعة في تلك الأجيال - والتي نعرف منها حوالي 30 مؤلفًا مختلفًا - تدور حول الصدع. القوانين التي يتم استخدامها لهم كنقطة انطلاق  . صحيح أن طريقة الدراسة التلمودية كانت مقبولة أيضًا في إسبانيا، والعديد من التعليقات النظرية المعروفة على التلمود هي من حكماء إسبانيا، مثل تنقيحات رامبان ، والراشبا ، والرتبا .
كما رأى رمبام أن طريقة فيلوبول "مضيعة للوقت وقليلة الفائدة"، كما كتب في رسالة إلى تلميذه الحاخام بن يهودا، وبرأيه فإن الفائدة الوحيدة في دراسة التلمود هي فقط كوسيلة للوصول. في الحكم على الحلاخة  .

### في إسبانيا وشمال أفريقيا في الأعوام 1000-1200
أصحاب الإضافات هم مجموعة من حوالي 300 حاخام يشتركون جميعاً في كتابة التعليقات التي تسمى الإضافات على 30 قطعة من التلمود البابلي وعلى شرح راشي على التلمود. مجال نشاطهم هو في القرنين الثاني عشر والثالث عشر . وأغلبهم من دائرة طلاب راشي في اشكناز وفي فرنسا وأقلية في انجلترا وإيطاليا .
كانت طريقة التعلم عند أصحاب التوساف جديدة، وألهمت روح الحياة والحماس في مدارسهم الدينية  . مبتكرو الطريقة هم تلاميذ راشي وأحفاده، وأبرزهم أحفاده الراشي ، الحاخام تام ، نينو، الحاخام يتسحاق بن شموئيل (يشار إليه عادة بالحاخام)، وآخرين.
نقطة البداية للطريقة الجديدة لتعلم أصحاب التوساف هي أن التلمود عبارة عن تركيبة واحدة متماسكة. ومن ذلك نأوا بأنفسهم عن حل التناقضات الداخلية في القضية والتناقضات بين قضية وقضية عبر جميع الرسائل التلمودية بذرائع "خلاف القضايا" ونحوها، بل رأوا فيها مصدرا لاستنباط قوانين جديدة ، جزئيا عن طريق الثرثرة ومواقف مختلفة. إن حرية ابتكار تفسيرات جديدة وقوانين جديدة من خلال النقاش المستقل للمتعلمين هي الابتكار الرئيسي لأصحاب التوساف.
وكان المحتوى الذي وقف أمام أعين أصحاب التوساف واسعا: فقد تناولوا، بالإضافة إلى التلمود، كل تفسير وتركيب جاء بعد توقيع التلمود، فكانت دراستهم شاملة ومتعددة الأبعاد. لقد قارنوا القضايا في التلمود البابلي وتلمود القدس، وقارنوا بين الإبداعات والإضافات والمدراش الهالاخية. كما قام أصحاب الإضافات بفحص الصيغ وتحديد الصيغة الصحيحة.
وقد حدّد المهارشهل عمل أصحاب الطوساف: ”"أنهم جعلوا التلمود مثل الكرة، وقلبوها ودحرجوها من مكان إلى آخر، ووجد التلمود متماسكًا ومتصلًا."
وفيما يتعلق أيضًا بحكم الهالاخا، ابتكر أصحاب التوساف طريقة جديدة. بالفعل في جيل الحاخام تام، تم التركيز على حكم الهالاخا في ضوء الابتكارات، وكان الحاخام تام وراي يلجأان أحيانًا إلى كتابة مقالات هلاخية قصيرة حول مواضيع محددة  وكان أصحاب التوساف يدركون ذلك جيدًا من التغيير في ترتيب الدراسة الذي أحدثه هم وحاخاماتهم من خلال تأليف كتب التفاسير والابتكارات. أول من كتب كتابًا هلاخيًا شاملاً يمثل نظام بيت مدراش لأصحاب التوساف هو الحاخام باروخ بن يتسحاق بعل هاتوروما. الذي يحتوي كتابه "كتاب التبرعات" على أحكام هلاخية على طريقة أصحاب الطساف، بلغة مختصرة وفي مواضيع متنوعة: الذبح ، المذبحة ، التحريم والإذن ، هلا، نداء ، جيتين ، شاليتزا ، أبو زيرا يين نساش ، سفر توراة ، تيفيلين وشابات .

### طريقة التدريس في اسبانيا المسيحية
في إسبانيا، في السنوات ما بين 1200 وطردهم من إسبانيا عام 1492 ، ازدهرت دراسة التلمود بشكل كبير. على الرغم من أن اليهود السفارديم مشهورون في مجال الشعر والكابالا والفلسفة ، إلا أن الجزء الرئيسي من الأدبيات الواسعة التي اجتمعت خلال هذه الفترة من اليهود السفارديم كانت في مجال التلمود. وقد كتب أكثر من ثلاثين كتاباً من الشروح والمراجعات على معظم التلمود، مع ظهور بعض الشروح في عدة طبعات، وحتى الريف تم تفسيره حوالي ثلاثين مرة. بالإضافة إلى ذلك، تمت كتابة آلاف الأسئلة والأجوبة ، والعديد من المقالات حول تفسير الكتاب المقدس ، وأكثر كمًا ونوعًا يفوق بكثير كل ما كتب في تلك الفترة في إسبانيا في مجالات الفلسفة والكابالا معًا  .
مؤسس الطريقة هو رامبان ، الذي ترأس مدرسة دينية كبيرة في برشلونة ، وقام بنفسه بتأليف كتب الابتكارات على عدد كبير من المقالات من التلمود البابلي ، بطريقته الجديدة وفي تعاليمه الشرقية والغربية. التقى الشمال والجنوب لأول مرة في إسبانيا في أقصى الغرب: ر. شموئيل هناجيد ، ر. يتسحاق بن رؤوفين البرجلوني ، ر. إسحق جياث ، ر. ميجاش، الريف وأكثر من ذلك رجال فرنسا وأشكناز وبروفانس في الشمال - راشي والذين أضافوا إلى أجيالهم، بعل والأشكول والرباد والماؤور - يشهدون على تفسيرات وأحكام من قلم الحاخام حنانال والحاخام نسيم غاون ورمبام في الجنوب أفريقيا  .
وهكذا كتب الحاخام كينفنتون في بداية كتابه:
الخصائص الرئيسية لطريقة التعلم السفارديم، المبنية على الرامبان، هي  :
1. التجديد . وقد أطلقوا على كتب التعليق التلمودية لرامبان وطلابه اسم "الابتكارات" من قبلهم [12] ومن قبل الأجيال التالية. بل إن سمتهم الأساسية هي حرية تجديد الابتكارات من الصعوبات والأعذار والنظريات في التلمود التي طرحها الحكماء الذين يرجعون إلى حكمتهم. ترتكز هذه الحرية على وجهة النظر القائلة بأن كل جيل له احتياجات خاصة في الشريعة والفكر، وبالتالي يتم الكشف لهم عن نفس مستويات المعلومات القديمة التي اختفت حتى ذلك الحين [13] .

1. وكتب التفاسير المدروسة . على النقيض من فرنسا والأشكناز، حيث تمت دراسة ملفات التوساف التي تم تجميعها في كل جيل في المدرسة الدينية، في إسبانيا لم يتم نسخ تفسيرات التوساف أبدًا تقريبًا ولم يتم تقديمها لطلاب المدرسة الدينية هناك أثناء دراستهم. وكان كتاب بدع الرمبان الذي رافق دراستهم، وقد استوعب فيه من كلام الطساف كل ما كان مهماً في نظره والذي أراد أن يتناوله [14] .

1. حكم هالاخا . وعلى النقيض من أصحاب الإضافات في فرنسا والأشكنازي، الذين لم يترددوا في نطق القوانين فعليا وفق مبتكراتهم وفروقاتهم في التلمود، فقد كان هناك في إسبانيا انقسام بين طريقة الدراسة والتفسير وطريقة الحكم. بينما كانوا في تفسير المسألة جريئين في بدعهم، وفي تهذيبهم، وفي تمييزهم كأصحاب الطواف أنفسهم، بعد كل هذا لا يتعلق إلا بمجال الدراسة. في الأحكام، في التدريس، لا "يبذلون قصارى جهدهم" دائمًا للثقة في بدعهم واستخلاص النتائج المطلوبة من الدراسة، ولكنهم يلغون الاستنتاجات التي ينبغي استخلاصها من تلك البدع والتهذيبات أمام سلطة وقرارات العلماء. القدماء، وخاصة العباقرة، ولكن أيضًا قبل كبار حاخامات إسبانيا وشمال إفريقيا، مثل الحاخام والحاخام والرمبام.

وقد تم طرح عدد من الفرضيات حول سبب ذلك: فمن الممكن أنه كما رأى العباقرة أنفسهم خلفاء الأموريين ورأوا في ذلك مصدر سلطتهم، كذلك فعل حكماء إسبانيا وحكامهم. وبدا لهم أن الكلام هو استمرار لكلام الأموريين الذي لا يحق الاختلاف عليه؛ ومن المحتمل أن حكماء إسبانيا رأوا أنفسهم أيضًا مستمرين في الحفاظ على تراث العباقرة والتقاليد البابلية، وبشكل عام رأوا أنفسهم جزءًا من مجتمع قديم - المجتمع المسلم القديم في إسبانيا - الذي من واجبه ضمان استمراريته، بما في ذلك استمرار صلاحية أحكامه وعاداته؛ ومن الممكن أن تكون هناك عوامل أخرى أضافت وتسببت في هذه الظاهرة  .
في وقت لاحق، تم تطوير طريقة تعلم السفارديم بشكل أكبر، وقدم لها مساهمة حاسمة الحاخام يتسحاق كينفنتون ، الذي كان أحد أكبر حاخامات إسبانيا ورئيس المدرسة الدينية في الجيل الذي سبق الطرد، وفي عام 1457 ترأس مدرسة دينية كبيرة في سامورا في شمال غرب إسبانيا. تلامذته، الذين كانوا زعماء وقادة كبار ليهود إسبانيا في شتاتها بعد الطرد، حملوا معهم طريقته في التعلم ونشروها في العديد من البلدان.
تتأثر مسألة طريقة التعلم في اليمن بمسألة حالة دراسة التلمود هناك، وتختلف آراء العلماء في مسألة مدى انتشار دراسة التلمود في اليمن على مر السنين.
وكجزء من هذا المشروع، تم أيضًا تطوير قسم واسع يتناول قواعد اللغة في اللغات المبكرة، بما في ذلك لغة رامبان، حيث يلزم رصد تغييرات اللغة والصياغة والتحرير على أساس النظرية اللغوية المنطقية. تقوم هذه الطريقة على المفهوم الأرسطي القائل بأن اللغة هي وسيلة للتعبير عن الأمور في الفكر، ولذلك يجب الانتباه إلى الاختلافات الموجودة بين الصيغ المختلفة التي يمكن، في الظاهر، أن تكون لنفس الأمور. ويجب على المترجم أن يكون دقيقا ومدققا في صياغة ألفاظ المصادر المفسرة من قبله، إذ أن كل عنصر من عناصر التعبير اللغوي مهم في التعبير عن المصلحة المقصودة  .
انتشرت طريقة تعلم الحاخام كينفنتون في العديد من البلدان التي هاجر إليها طلابه. وهكذا، على سبيل المثال، في المدرسة الدينية في القدس التي يرأسها الحاخام يعقوب بيريف، تم اعتماد تقليد التعلم السفارديم، كما تمت صياغته في بيت مدراش في كينفنتون  ؛ كما وجدت إشارات إليها في كتابات تلميذه الحاخام يتسحاق أبوهاف . تم اعتماد هذه الطريقة أيضًا في مدارس دينية أخرى في جميع أنحاء الإمبراطورية العثمانية . كانت هذه المدارس الدينية بمثابة مثال ومثل للمدرسة الدينية التي أسسها فيما بعد الحاخام يوسف كارو والحاخام موشيه ماتراني (هامبيت) وطلابهما  .
 
قالب:ציטוט
في المدارس الدينية المختلفة، يتم التركيز بشكل مختلف بهذه الطريقة: في التزام معين باللغات الأولى، في العبارات الرسمية مقابل العقلانية الأساسية، وأكثر من ذلك. لكن الاختلافات في الأساليب لم يتم التوفيق بينها في البحث بعد.

### أسلوب الحاخام يعقوب بولاك في المساومة
يُنسب اختراع طريقة فالبول في العصور الوسطى إلى الحاخام جاكوب بولاك الذي كان مدرسة روش الدينية في كراكوف . أصل الطريقة هو في أشكناز ، في المدرسة الدينية الموجودة في مدن أوغسبورغ ونورمبرغ وريغنسبورغ ، وفي هذه المنطقة نشر الحاخام بولاك طريقته الخاصة التي كانت تسمى " طريقة التقسيم "، والتي تطورت في اتجاهات مختلفة عبر الأجيال التي تبعته. واصل تلميذه الحاخام شالوم شيخنا مسيرته الحاخامية في أسلوب الانقسام والمناظرة في مدرسته الدينية في لوبلين.
ويتميز "أسلوب التقسيم" بطرق تفكير تتميز بالتركيز على تخطيط كافة البدائل الممكنة منطقيا.
</br> على سبيل المثال، "لغز نورنبرجر " هو مصطلح للمشكلة التي تنشأ عندما يتم موازنة مصدر واحد مع مصدر آخر، ولكن يتم تجاهل حقيقة وجود مصدر آخر حول هذه المسألة يفترض فرضية مختلفة. "بالفول ريغنسبورغ " كما عرّفها الحاخام مردخاي مردوش ، موضحًا ابتكارات محرم شيف : "كانت ريغنسبورغ عندما عاد بعل إيبيا وجعل الأمر صعبًا على الغارات من بيرييتا؛ إنه أمر صعب، ماي ميبيايا ليا - الخالق يعلم! "؛ أي موقف يعبر فيه الإنسان عن رأيه، ولدهشته يعقد رأيه من مصدر يثبت العكس، بحيث يتساءل المرء لماذا فكر بهذه الطريقة مقدما، بعد كل ما يعرفه على الأرجح المصدر الذي أحضره بنفسه  .

### طريقة التدريس اليمنية
وفي يهود إسبانيا ويهود البلاد الإسلامية ، في الجيل الذي أعقب الطرد من إسبانيا ، ازدهرت دراسة التلمود في كثير من المدارس الدينية، وتأثرت طريقة التعلم فيها بطريقة تعلم الحاخام يتسحاق كينفنتون. ، كما ذكر أعلاه. ومع ذلك، في القرنين الثامن عشر والتاسع عشر ، عكس وضع المدارس الدينية في معظم المجتمعات في شمال أفريقيا والشرق الأوسط التدهور الاقتصادي والسياسي للإمبراطورية العثمانية. فقط في عدد قليل من المجتمعات الكبيرة، مثل دمشق وبغداد ، كان هناك نشاط ديني يستحق هذا الاسم  .
وفي مدرسة بغداد وسوريا ، ومن بعدها - في مدرسة بورات يوسف الدينية في القدس وغيرها، يتم التركيز على فهم البساطة في عمقها، مع حساب دقيق بين جميع عناصر القضية - أعذار مختلفة ل التوساف، عودة منهج راشي من صعوبات التوساف، والوقوف على الفروق بين الأبعاد التي تقتضيها التوراة . ومن ناحية أخرى، ابتعد عن المراوغات، خاصة تلك التي لا تتعلق بحكم الشريعة  .
وفي المصادر شهادات كثيرة تشير إلى أن أبناء يهود اليمن تعاملوا كثيراً مع التلمود، وبشكل عام حول حالة تعلم التوراة في اليمن. وفيما يتعلق بدراسة التلمود، كتب الرمبام في بداية رسالة اليمن : ”وطوال اليوم يسير مفكروا تورات موسى في طريق هورا ربي آشي " . لكن في رسالة أخرى، يقارن فيها حالة تعلم التوراة في بروفانس مع الوضع في البلدان الأخرى، يكتب أنه في بروفانس ”الالتزام بالمواعيد المحددةי...  وانك تلقي المواعظ دائما , وان لديك الذكاء والحكمة” ، بينما ”وفي كل اليمن ومدن المضيق العربية، الجميع تقريبًا منخرطون في التلمود، لكنهم لا يعرفون شيئًا سوى ما هو ضروري ويتقاضون أجرًا".
تنقسم مدارس التفسير المختلفة وفقًا لبيوت المدراش والمدارس الدينية . في الواقع، تستخدم كل مدرسة تفسيرية أدوات مختلفة تميز المدارس الأخرى، وفي معظم الأحيان يتم تحديد الاختلافات المميزة بين المدارس من خلال الاختلافات في التكرار والاختلافات في التركيز.
وفيما يتعلق بالفترة الأخيرة من اليهودية اليمنية، شهد الحاخام أبراهام يتسحاق هاكوهين كوك أن معظم اليهود في اليمن هم من أبناء التوراة ولا يوجد بينهم تقريبًا أي شعب من الأرض  . كما كان في اليمن كتب كثيرة للتلمود وتفاسيره، وكتب الهالاخا في الطبعات الجيدة  .
كتب حكماء اليمن العديد من المقالات حول التلمود. يكتب الحاخام يحيى صالح في جدل الحياة اليهودية في اليمن: ”بعد ذلك، عندما جمعت الجمارا، انتشرت أيضًا في جميع منفيي ومنفيي صنعاء حيث استقبلوها بترحيب حار، وكانوا ينسخونها لتعليم بني إسرائيل الصعوبات والأعذار، ويفسرون تفاسير ضخمة. فيه” لكن معظم المقالات ضاعت في الأعوام 2017 - 2018 . وعندما ذهب يهود اليمن إلى صحراء موزة ، عهدوا بالرسائل إلى أحد الأمميين فوثق بهم وأحرقوا الكتب  .
ومع ذلك، ادعى البروفيسور يوسف توبي أن المعلومات حول مشاركة اليهود اليمنيين في التلمود عادة ما تكون من العصور القديمة، حتى وقت رمبام، ويتكهن بأن انتشار كتب رمبام هالاتشا تسبب في قلة الانخراط في التلمود  .
بحسب الحاخام يوسف كاباه ، فإن دراسة التلمود من قبل يهود اليمن تهدف إلى استخلاص استنتاج الشريعة الإسلامية. تم إنشاء المراوغات الحادة في التلمود فقط من خلال الصعوبات المكتشفة، وليس كهدف مستقل  .

### الطريقة السريعة والاجتماعات الليتوانية
في القرن التاسع عشر، تطورت مجموعة من أساليب الدراسة التحليلية في المدارس الدينية في ليتوانيا ، سعيًا إلى فهم المبادئ المجردة التي تقوم عليها المناقشات في التلمود  .
يعتبر الحاخام حاييم هاليفي سولوفيتشيك من بريسك أحد الآباء وصانعي روح طريقة التعليم في المدرسة الدينية الليتوانية، على الرغم من وجود سوابق لمبادئ البحث المجرد، وعلى الرغم من أن الطريقة تم تطويرها أيضًا من قبل حاخامات آخرين في المدرسة الدينية الليتوانية. الوقت، مثل الحاخام مئير سيمحا هكوهين (مؤلف كتاب " أو شيماخ ")، والحاخام شمعون شاكوب ، مؤلف كتاب شعاري يوشر ، والحاخام إيتسلا من فونيباج وآخرين. تعد طريقة Brisk هي الظل الأكثر تميزًا لطريقة التعلم في المدرسة الدينية، بالإضافة إلى أن معظم قادة المدرسة الدينية الذين قاموا بتدريس طريقة التعلم الجديدة كانوا طلابًا وطلابًا للحاخام حاييم  .
غزت طريقة التعلم البريسكاية عالم المدارس الدينية الليتوانية، وتطورت منها طرق أخرى. الانتقادات الموجهة إلى هذه الطريقة - من بين أمور أخرى من قبل الحاخام أرييه كارلين  والحاخام إلياهو مئير بلوخ  - لم تحد من انتشارها، وهي اليوم طريقة رئيسية في المدارس الدينية الليتوانية، وحتى في معظم المدارس الدينية الحسيدية والسفارديم المتطرفة - المدرسة الأرثوذكسية  .
ومن الناحية النظرية فإن أيام طرق دراسة التلمود هي نفس أيام دراسة التلمود نفسه. لكن ليس لدينا توثيق عن أساليب الدراسة في زمن العباقرة : فقد اقتصر العباقرة كتابتهم على موضوعات معينة واستجابة للأجوبة التي سئلوا عنها، وامتنعوا عن كتابة شروح التلمود  ، ويبدو أن طريقة التعلم في المدرسة الدينية البابلية لم تتضمن تفسيرات مستقلة للتلمود، بل كانت فقط إجابات على الأسئلة الموجهة إليهم بشكل واضح شرح موضوع أو جملة، لأنهم أرادوا الحفاظ على النخبوية الفكرية في هذا المجال، إلى منع أهل الأرض من الحكم المستقل للهلاشا من مصادرها التلمودية من ناحية، والحفاظ على الموقع المركزي لمدرستهم الدينية من ناحية أخرى  . ولذلك فإن مراجعة طرق التعلم تبدأ منذ نهاية أيام العباقرة، مع نمو مراكز التوراة الجديدة في أوروبا وشمال أفريقيا في القرن الحادي عشر ، مما جلب معه زخمًا كبيرًا في كتابة التعليقات على التلمود.

## طرق دراسة البحث

### حكمة إسرائيل
وفي القرن التاسع عشر، نشأت في أوروبا حركة حكمت إسرائيل ، التي أسست الدراسة الأكاديمية للعلوم اليهودية واليهود بشكل عام، بما في ذلك الدراسة الأكاديمية للتلمود. وفي قلب اهتمام الطريقة نقد النص وتوضيحه، وهو بذلك يسعى إلى حل مختلف التناقضات التي تمت تسويتها في طرق التعلم الأخرى من خلال تجديد عقائد وقوانين جديدة.
وتنعكس هذه الاختلافات الأساسية بين البحث الأكاديمي والطريقة التقليدية للدراسة التي هي في سلسلة من المكونات. وهذا على عكس الطريقة التقليدية للتعلم، فإن هذه الطريقة لا تسعى إلى حل كامل لجميع الصعوبات وإثبات متناغم للتلمود بأكمله؛ إنها  لا تسعى إلى استخلاص استنتاجات الشريعة الإسلامية، وعلى الرغم من أنها لا تسعى إلى تسوية أحكام الشريعة الإسلامية للقضاة اللاحقين؛ وغالباً ما تستخدم الدراسات التاريخية والمخطوطات والمساعدات الخارجية لغرض تفسير النص  .
ورغم أن جذور مبادئ البحث هذه موجودة في المفسرين السابقين  ، فإن صياغة المبادئ كاملة في منهج كامل لم تأت إلا في فترة "حكمة إسرائيل"، ولا يزال هذا الأسلوب مستخدم في دراسات التلمود في المؤسسات الأكاديمية وغيرها.

### طريقة الطبقات
ومقارنة بالطريقة المعتادة التي ترى ان التلمود كله قطعة واحدة ولا تفرق بين الأساليب أو الطبقات الموجودة فيه، فإن هذه الطريقة الربدية تتبع المنهج الأكاديمي من أساس "حكمة إسرائيل"، وتفحص وتفرق بين الطبقات المختلفة. في النص التلمودي. وهكذا وجدت أربع طبقات فيه: المشناه ، وتوراة التنعيم الشاملة (وخاصة البريات )، وتوراة الأموريم ("ميمارام") والجمارا فقط ("سطما"، ستميم )، والتي يتم تدريسها وفقًا إلى بساطتهم. يتم توضيح سلسلة الهالاتشا من خلال معرفة القيمة المضافة لكل طبقة، بالنسبة للطبقة السابقة، حيث أن تفسيرات الطبقات اللاحقة لا تكون دائمًا وفقًا لبساطة المصادر السابقة. تم اقتراح هذه الطريقة أيضًا كطريقة تعليمية تقدم التلمود إلى جمهور مستهدف واسع، والذي، عند دراسة التلمود وفقًا لهذه الطريقة، يفهمه بشكل أفضل ويصبح مرتبطًا به.
تعرضت طريقة الحربادي في البداية لانتقادات شديدة من قبل الجمهور الأرثوذكسي المتطرف ، على أساس أن هذه الطريقة تؤدي إلى الافتراء على الحكماء المتأخرين. كما خرج معظم حاخامات التيار الديني الوطني في مواجهة حادة ضد التعلم على الطريقة الربدية. ومع ذلك، هناك عدد قليل من المؤسسات (بشكل رئيسي بين الجمهور الديني الوطني) التي تستخدم أيضًا طريقة الدراسة هذه.

## أنظر أيضا
- سيناء ومتسلق الجبال

## روابط خارجية
- غابرييل يتسحاق رافينا، الطريقة "الإسبانية" في التعلم مقابل الطريقة "الليتوانية" ، معطر دات.
- دخول فلابول ، موسوعة الرأي
- الحاخام روفائيل شوحط موقف الجرا من الكفر سنة بعد سنة موقع دعات
- الحاخام تسفي يعقوب أبراهام ، في المعاهد الدينية في المجر الموسعة ، موقع دعت
- الحاخام الدكتور شلومو توليدانو، مقدمة لتفسير التلمود